# Roy Myrie
Roy Alexander Myrie Medrano (21 de agosto de 1982) é um futebolista profissional costarriquenho que atua como defensor.

## Carreira
Roy Myrie representou a Seleção Costarriquenha de Futebol nas Olimpíadas de 2004.